# Maria Theurl-Walcher
Maria Theurl-Walcher geb. Theurl (* 11. August 1966 in Assling, Osttirol) ist eine ehemalige österreichische Skilangläuferin und Sportfunktionärin.

## Karriere als Langläufer
Maria Theurl begann ihre Karriere als Spätstarterin im Skigymnasium Stams und war 15 Jahre im Skilanglauf-Weltcup aktiv. Sie nahm an zwei Olympischen Spielen (Calgary 1988, Nagano 1998) und sechs Nordischen Skiweltmeisterschaften teil (Oberstdorf 1987, Lahti 1989, Val di Fiemme 1991, Falun 1993, Trondheim 1997, Ramsau 1999).  Ihren größten Erfolg feierte die Osttirolerin mit dem Gewinn der Bronzemedaille über 15 km Skating bei der Heim-Weltmeisterschaft 1999 in Ramsau am Dachstein. Es war dies der erste und bis 2022 einzige Medaillengewinn einer österreichischen Langläuferin bei einem internationalen Großereignis.
Zudem erreichte die Athletin, die während ihrer Karriere für den Skiclub Kitzbühel startete,  zahlreiche Top-10-Plätze im Weltcup und gewann drei Mal den Worldloppet. Im Jahr 1995 gewann sie den American Birkebeiner.

## Nach der Karriere
Nach Beendigung ihrer Karriere wurde sie Trainerin und war verantwortlich für die weibliche Jugend im Österreichischen Skiverband. Derzeit übt sie die Funktion einer Trainerreferentin des Landes Steiermark aus. Maria Theurl ist mit dem ehemaligen österreichischen Langläufer Achim Walcher verheiratet und hat eine Tochter, die ehemalige Langläuferin Witta-Luisa (* 2002) und einen Sohn, Paul (* 2005), der als Nordischer Kombinierer aktiv ist. Sie wohnt heute in Ramsau am Dachstein, dem Ort ihres größten Triumphes. Die Ortsgemeinde Ramsau machte der Sportlerin ein Geschenk, indem sie die dortige Langlaufloipe nach ihr benannte.

## Erfolge

### Nordische Skiweltmeisterschaften
- Bronzemedaille über 15 km Freistil in Ramsau 1999

### Siege bei Continental-Cup-Rennen
| Nr. | Datum          | Ort    | Disziplin     | Serie           |
| --- | -------------- | ------ | ------------- | --------------- |
| 1.  | 9. Januar 1993 | Admont | 5 km Freistil | Continental-Cup |

### Sonstige Erfolge
- 3 × Worldloppet Gesamtsiegerin (1995, 1996, 1998)
- 1 × Siegerin des American Birkebeiner
- 35 × österreichische Meisterin
- 3 × Tiroler Meisterin